# Valgetal (graan)

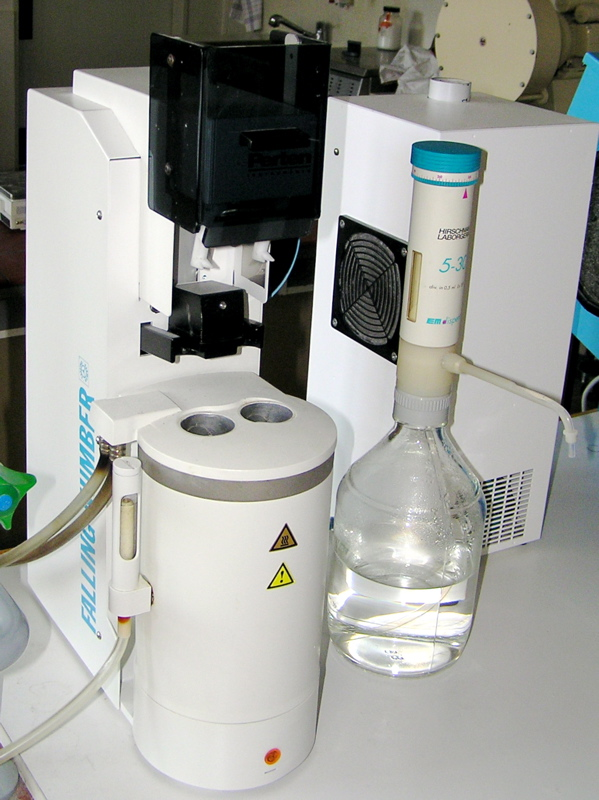
Apparatuur voor bepaling valgetal

Het valgetal geeft de tijd in seconden aan waarbij een gestandaardiseerde staaf inclusief een wachttijd van 60 seconden door een vat met een mengsel van meel en water valt. Het valgetal is een begrip dat wordt gebruikt bij de kwaliteitsbepaling van de bakkwaliteit van broodtarwe.
Hoe hoger het valgetal des te beter is de bakkwaliteit. Tarwemeel met goede bakeigenschappen heeft een valgetal van 200–250 seconden. Deze tijd is inclusief 60 seconden waarin gewacht wordt voordat de roerstaaf losgelaten wordt. Het valgetal wordt beïnvloed door de oogstomstandigheden. Zo heeft reeds in de aar gekiemde tarwe (schot) een laag valgetal.
De bepalingsmethode (naar Hagberg) bepaalt de alfa-amylase-activiteit. In een waterige suspensie van het meel in een kokend waterbad ontstaat door de alfa-amylase-activiteit een waterige gel. Hoe lager de alfa-amylase-activiteit hoe minder amylose er wordt afgebroken en hoe vaster de gel is. Bij schot wordt veel alfa-amylase gevormd wat leidt tot een waterige gel en dus een laag valgetal.